# IC 625
IC 625 ist eine spiralförmige Zwerggalaxie vom Hubble-Typ Sc? im Sternbild Hydra südlich des Himmelsäquators. Sie ist schätzungsweise 38 Millionen Lichtjahre von der Milchstraße entfernt und hat einen Durchmesser von etwa 5.000 Lichtjahren.
Im selben Himmelsareal befinden sich u. a. die Galaxien NGC 3331, NGC 3335, NGC 3355.
Das Objekt wurde am 11. Januar 1888 vom US-amerikanischen Astronomen Frank Muller entdeckt.